# Amegarthria
Amegarthria é um gênero de mariposa pertencente à família Crambidae.